# Bonny (Nigeria)
Pour les articles homonymes, voir Bonny.
Bonny (anciennement Ibani ou Ubani dans la langue Igbo) est ville de l'État de Rivers au sud du Nigeria.
La région produit un pétrole brut référencé sous le nom de Bonny Light Oil, principalement destiné à l'exportation.

## Royaume de Bonny
Le Royaume de Bonny était le pays des Ibani, sous-groupe oriental des Ijaws. Cet État s'est développé à partir du XVe siècle avec l'arrivée des Portugais et le début du commerce triangulaire des esclaves. Sa puissance a décliné au XIXe siècle avec les pressions britanniques pour arrêter le commerce des esclaves, avant de sombrer dans la guerre civile en 1869.

## Personnalités
- Jonathan Adagogo Green, plus connu sous ses initiales J.A. Green (1873-1905), photographe nigérian, y est né.